# Eupanacra pulchella
Espèce
Eupanacra pulchella est une espèce de lépidoptères de la famille des Sphingidae, sous-famille des Macroglossinae, tribu des Macroglossini, sous-tribu des Macroglossina et du genre Eupanacra. 

## Description
L'envergure varie de 60 à 73 mm. L'espèce ressemble à Eupanacra micholitzi. Les adultes ont la face dorsale de l'aile antérieure sombre avec des rayures vert-jaunes et la face dorsale de l'aile postérieure orange avec une bande marginale sombre. Il y a un point discal évident sur la face ventrale de l'aile antérieure et une marge interne rouge pâle.

## Répartition et habitat
Répartition
L'espèce est connue dans la Nouvelle-Guinée occidentale (Indonesie) et en Papouasie-Nouvelle-Guinée.

## Systématique
- L'espèce Eupanacra pulchella a été décrite par les entomologistes Lionel Walter Rothschild et Jordan,  en 1907, sous le nom initial de Panacra pulchella[1].

### Synonymie
- Panacra pulchella Rothschild & Jordan, 1907 protonyme